# Стража (милановачка)
Стража или Градац је тврђава која се налази 5 km источно од Доњег Милановца. Данас има остатака утврђења.